# ラオスのイスラム教

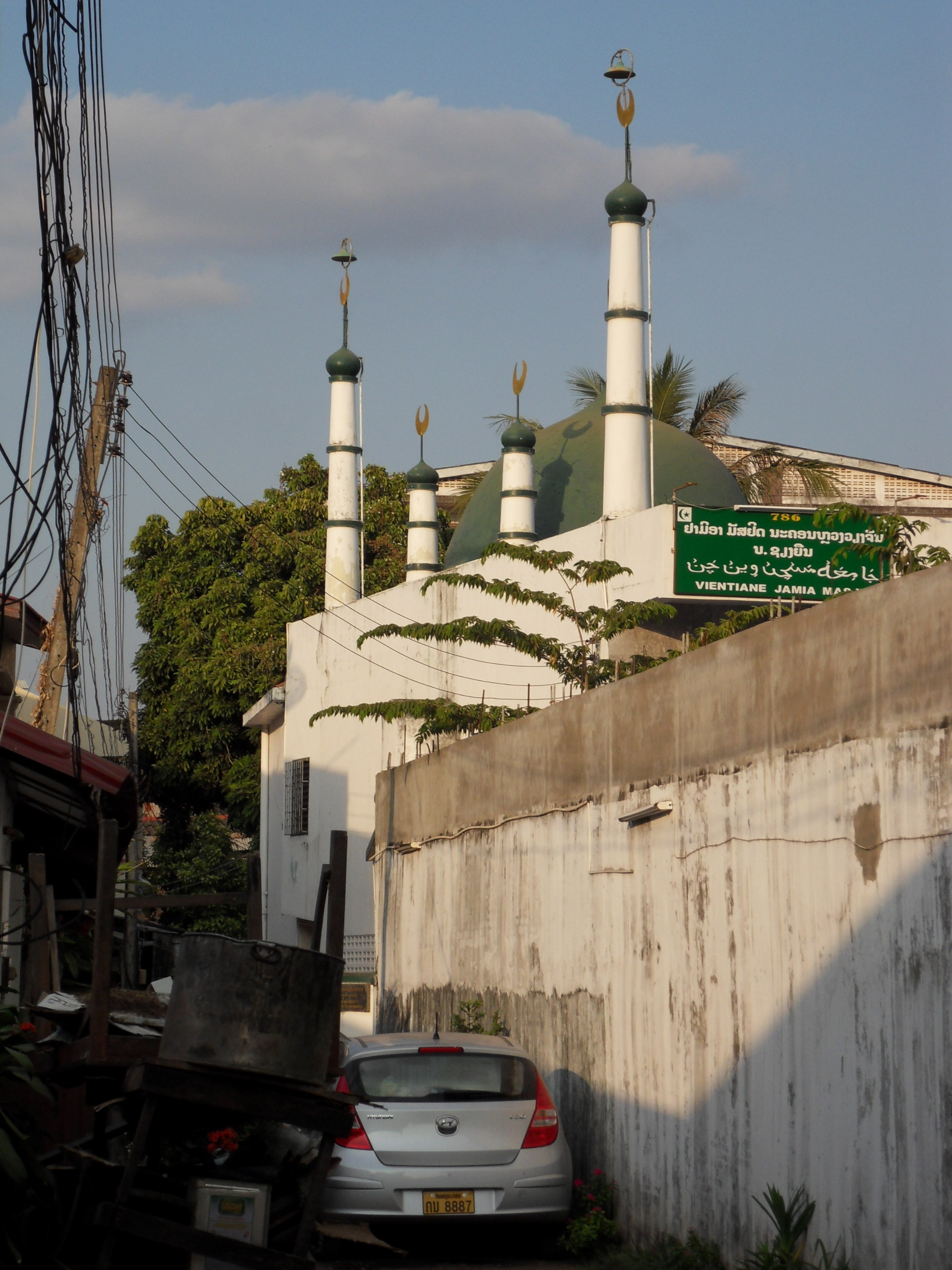
ビエンチャンのモスク

本項目ではラオスのイスラム教について記述する。

## 概要
内陸国であり、仏教徒が大部分を占めるラオスでは、ムスリムの数が非常に少なく、総人口の0.01%に過ぎない。ムスリムのほとんどは貿易に従事したり、肉屋を経営。
首都ビエンチャンには、2000人程度のムスリムが小規模の共同体を形成。その多くは雲南省出身のムスリムとされるが、タイやベトナムとの交易に関わった商人の末裔もいるという。クメール・ルージュから逃れた、カンボジア出身のチャム族の集落も見られる。ムスリムは主に都市部に住む。